# Fălciu, Vaslui
Fălciu este satul de reședință al comunei cu același nume din județul Vaslui, Moldova, România. În trecut a fost târg și oraș. În perioada interbelică a fost sediul plășii omonime, plasa Fălciu, a județului omonim, județul Fălciu.

## Istorie
Ținutul Fălciului, așezare seculară care a dat numele județului de mai târziu cu reședința la Huși, a fost atestat documentar ca unitate administrativă în „Cronica călugărilor Mânăstirii Putna”, izvor care cuprinde date între anii 1466-1566.

## Descriere
Este situat la granița româno-moldavă pe malul drept al râului Prut. Este punct de trecere a frontierei din România în Republica Moldova. Regimul de transport este feroviar. De cealaltă parte a râului se află satul Stoianovca din Republica Moldova.
La recensământul din 1860, Fălciul era oficial a 35-a localitate urbană a Moldovei, după numărul populației (1630 locuitori).

## Transport
- Rutier: Vaslui - Falciu-105 km (prin Huși) ,Vaslui - Fălciu-114 km (prin Bârlad), Fălciu-Copăceana- 12 km ( 10 minute cu mașina )
- Feroviar: Nu se mai realizează.

## Personalități
- Paul Pruteanu (15 ianuarie 1908 - 16 decembrie 1966), medic, profesor de igienă la Facultatea de Medicină din Iași și cercetător în domeniile sănătății publice, organizării sanitare și istoriei medicinei.